# Gacksapfel
Der Gacksapfel ist eine Sorte des Kulturapfels, er wurde erstmals 1979 beschrieben. Als Lokalsorte ist der Gacksapfel in Aßlar-Berghausen, an Lahn und Dill noch häufiger anzutreffen.

## Geschichte
Der Landwirt und Holzhauer Ernst Gack (1843–1921) fand diese Sorte um 1870 im Wald bei Aßlar-Berghausen, ebendieser von ihm als Schössling umgesetzter Baum, konnte bis 1964 erhalten werden. Der Gacksapfel wurde als Hessische Lokalsorte des Jahres 2006 ausgewählt.

## Beschreibung
Die mittelspäte Blüte ist witterungsunempfindlich. Die Äpfel sind mittelgroß, mit glatter Schale. Die Färbung ist typisch lila-grau bereift, auf einer blassgrünen Grundfarbe. Das Fruchtfleisch ist grün- bis gelblichweiß, mittelfest, saftig und sauer.

## Verwendung und Anfälligkeiten
Er gilt als sehr guter Wirtschafts- und Mostapfel und kann durch seine gute Lagerbarkeit ab Dezember auch als Tafelapfel Verwendung finden. Er reift von Ende September bis Mitte Oktober und kann als Winterapfel von November bis April (Mai) verwendet werden. Die Sorte ist frosthart, robust und widerstandsfähig, insbesondere gegenüber Schorf. Große Früchte neigen jedoch zu Glasigkeit und Stippe.

## Standort- und Pflegeansprüche
Der Gacksapfel ist in Bezug auf Boden und Klima anspruchslos und damit bis in höhere Lagen anbaufähig. Er bildet eine große, ausladende Krone und sollte mit einem regelmäßigen Auslichtungsschnitt zu besserer Verzweigung und Neuaustrieb angeregt werden, um seine Neigung zur Alternanz zu kontrollieren.